# Aagaardia
Aagaardia là một chi ruồi thuộc họ Chironomidae. Aagaardia được phát hiện ở Phần Lan, phần đất liền của Na Uy và Nga.

## Loài
Có năm loài được mô tả thuộc chi này.
- Aagaardia longicalcis Sæther 2000[11][12][13][14][15][16]
- Aagaardia oksanae Makarchenko & Makarchenko 2005[10][17][18][19][20][21][22]
- Aagaardia protensa Sæther 2000[23][24][25][26][27][28]
- Aagaardia sivertseni (Aagaard, 1979);[29][30][31][32][33][34] danh pháp đồng nghĩa là Eukiefferiella sivertseni (Aagaard, 1979)[35]
- Aagaardia triangulata Sæther, 2000[36][37][38][39][40][41]